# Сан-Джуліано-Терме
Сан-Джуліано-Терме (італ. San Giuliano Terme) — муніципалітет в Італії, у регіоні Тоскана,  провінція Піза.
Сан-Джуліано-Терме розташований на відстані близько 270 км на північний захід від Рима, 65 км на захід від Флоренції, 7 км на північний схід від Пізи.
Населення — 31 410 осіб (2014).

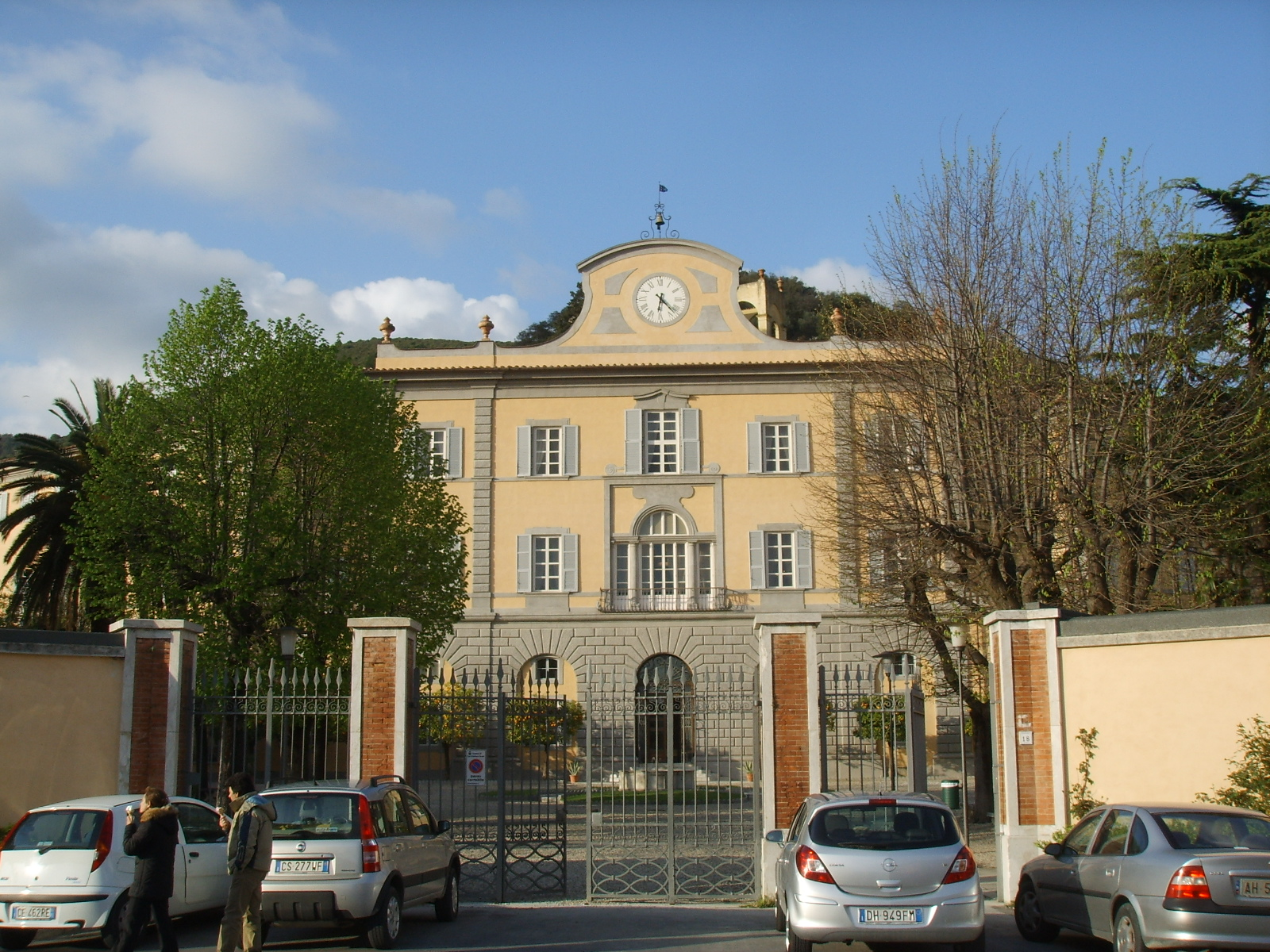

Щорічний фестиваль відбувається 24 серпня. Покровитель — святий Варфоломій Apostolo.

## Демографія
Населення за роками:

Станом на 1 січня 2023 року в муніципалітеті офіційно проживали 1904 іноземці з 96 країн, серед них 562 громадяни країн Євросоюзу та 81 громадянин України.

## Уродженці
- Франческо Моріні (*1944) — відомий у минулому італійський футболіст, захисник.

## Сусідні муніципалітети
- Кальчі
- Капаннорі
- Кашина
- Лукка
- Піза
- Векк'яно
- Вікопізано